# Sports Car Challenge at Mid-Ohio
Le Sports Car Challenge at Mid-Ohio est une course de voitures de sport qui se tient au Mid-Ohio Sports Car Course à Lexington, en Ohio, depuis 1963. De 1963 à 1968, la course a fait partie de l'United States Road Racing Championship organisé par le SCCA. A l'arrêt de ce championnat, la course a disparu des calendriers pour réapparaitre dans le Championnat IMSA GT pour y rester jusqu'en 1993. Après ce nouvel arrêt, elle réintègre le championnat American Le Mans Series en 2001 et sera partie intégrante de ce championnat jusqu'en 2012. De 2007 à 2012, la course avait lieu le même week-end que la Honda 200 et la course a été sponsorisée par Acura de 2007 à 2009. Il a été annoncé en juillet 2017 que la course réapparaitrait dans le calendrier dans le cadre du championnat IMSA WeatherTech SportsCar.

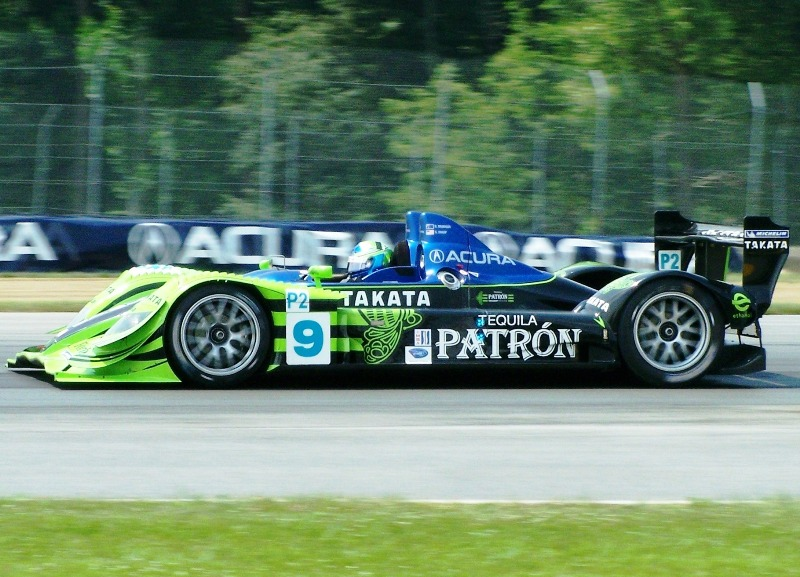
Scott Sharp de l'équipe Patrón Highcroft Racing pilotant une Acura ARX-01b lors des Acura Sports Car Challenge of Mid-Ohio 2008

## Circuit

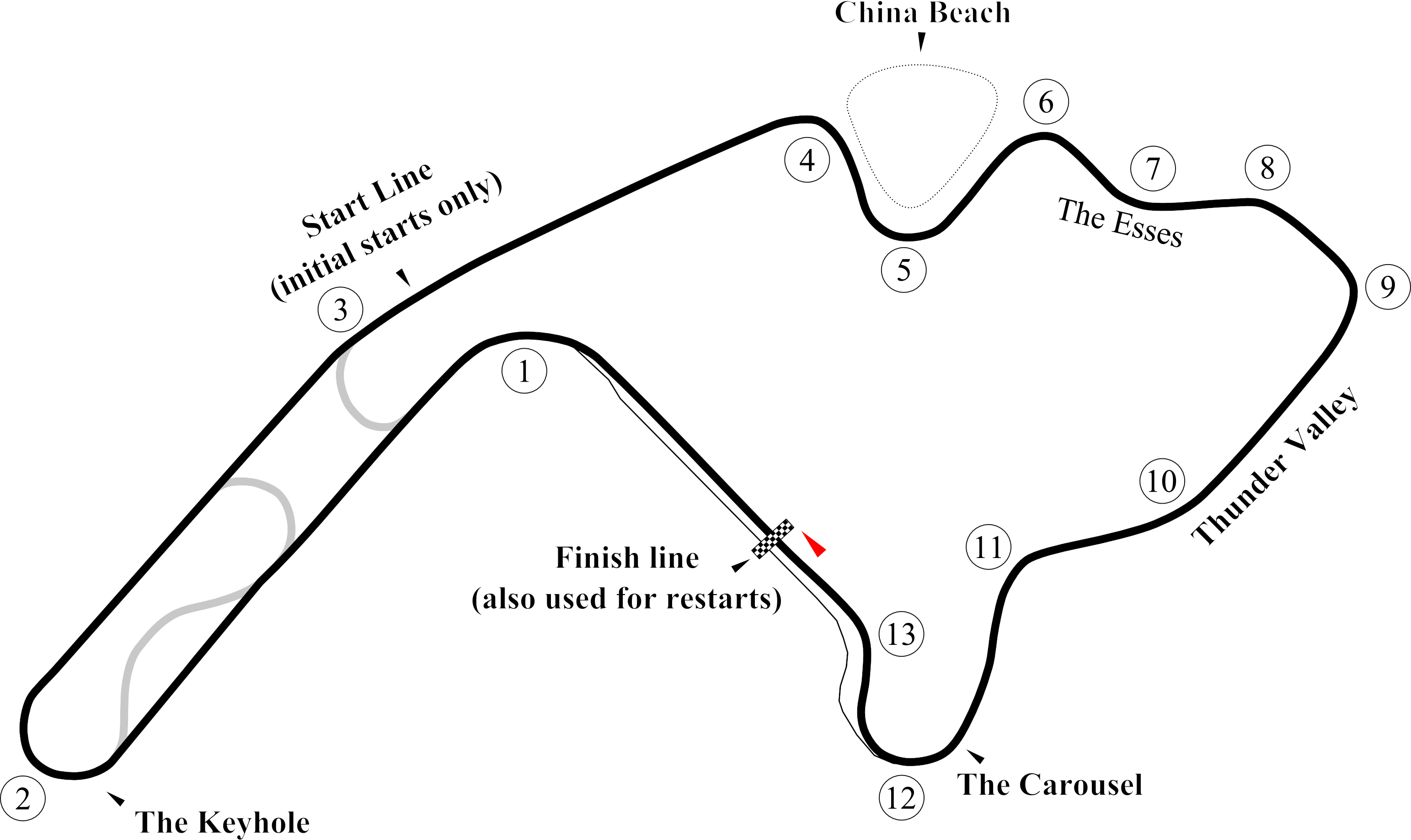
Mid-Ohio Sports Car Course

Il a été ouvert en 1962 par Les Griebling et plusieurs hommes d'affaires de la région de Mansfield. En 1982, Mid-Ohio a été acheté par Jim Trueman, un pilote de renom et fondateur de Red Roof Inns.
Il s'agit d'un circuit automobile situé à Troy Township, dans le Comté de Morrow en Ohio. Le circuit comprend 15 virages et à une longueur de 3,86 km. La partie la plus rapide du circuit permet d'atteindre des vitesses approchant les 290 km/h. Il y a une tribune ayant une capacité de 10 000 spectateurs et les trois monticules d'observation le long du circuit permettent d'augmenter la capacité d'accueil à plus de 75 000 spectateurs.

## Palmarès
| Année                                  | Pilote(s)                                   | Équipe                                 | Voiture                                | Distance/Durée                         | Titre de la course                     | Résultats                              |
| United States Road Racing Championship | United States Road Racing Championship      | United States Road Racing Championship | United States Road Racing Championship | United States Road Racing Championship | United States Road Racing Championship | United States Road Racing Championship |
| -------------------------------------- | ------------------------------------------- | -------------------------------------- | -------------------------------------- | -------------------------------------- | -------------------------------------- | -------------------------------------- |
| 1963                                   | Ken Miles                                   | Temple Buell (en)                      | Shelby Cobra                           | 168 milles (270,369792 km)             | USRRC Mid-Ohio                         | résultats                              |
| 1964                                   | Hap Sharp                                   | Chaparral Cars                         | Chaparral 2A-Chevrolet                 | 168 milles (270,369792 km)             | USRRC Mid-Ohio                         | résultats                              |
| 1965                                   | Hap Sharp                                   | Chaparral Cars                         | Chaparral 2A-Chevrolet                 | 200 milles (321,8688 km)               | USRRC Mid-Ohio                         | résultats                              |
| 1966                                   | Lothar Motschenbacher                       | Dan Blocker Racing                     | McLaren M1B-Oldsmobile                 | 200 milles (321,8688 km)               | Buckeye Cup                            | résultats                              |
| 1967                                   | Mark Donohue                                | Roger Penske                           | Lola T70 Mk3B-Chevrolet                | 200 milles (321,8688 km)               | Lexington 200                          | résultats                              |
| 1968                                   | Mark Donohue                                | Roger Penske                           | McLaren M6A (en)-Chevrolet             | 180 milles (289,68192 km)              | USRRC Mid-Ohio                         | résultats                              |
| 1969 — 1971                            | Pas de courses                              | Pas de courses                         | Pas de courses                         | Pas de courses                         | Pas de courses                         | Pas de courses                         |
| Championnat IMSA GT                    |                                             |                                        |                                        |                                        |                                        |                                        |
| 1972                                   | Bob Beasley Michael Keyser                  | Toad Hall Motor Racing                 | Porsche 911 S                          | 6 heures                               | Camel 6 Hours                          | résultats                              |
| 1973                                   | Bob Beasley Michael Keyser                  | Toad Hall Motor Racing                 | Porsche 911 Carrera RSR                | 6 heures                               | Mid-Ohio 6 Hours                       | résultats                              |
| 1974                                   | Al Holbert Peter Gregg                      | Holbert's Porsche/Audi                 | Porsche 911 Carrera RSR                | 5 Heures                               | Mid-Ohio Twin 6s                       | résultats                              |
| 1975 (Juin)                            | Al Holbert                                  | Holbert Racing                         | Porsche 911 Carrera RSR                | 100 milles (160,9344 km)               | Mid-Ohio 100                           | résultats                              |
| 1975 (Août)                            | Al Holbert Elliott Forbes-Robinson          | Holbert Racing                         | Porsche 911 Carrera RSR                | 6 Heures                               | Mid-Ohio 6 Hours                       | résultats                              |
| 1976 (June)                            | Michael Keyser                              |                                        | Chevrolet Monza                        | 100 milles (160,9344 km)               | Twin's 200                             | résultats                              |
| 1976 (August)                          | Jim Busby                                   | Busby Racing                           | Porsche Carrera                        | 3 Heures                               | Mid-Ohio 6 Hours                       | résultats                              |
| 1977 (June)                            | David Hobbs                                 | McLaren North America                  | BMW 320i Turbo                         | 100 milles (160,9344 km)               | Twin's 200                             | résultats                              |
| 1977 (August)                          | Peter Gregg                                 | Peter Brumos Porsche (en)              | Porsche 935                            | 3 Heures                               | Mid-Ohio Twin 3 Hours                  | résultats                              |
| 1978                                   | Bill Whittington Jim Busby                  | Whittington Brothers Racing            | Porsche 935/77A                        | 250 milles (402,336 km)                | Camel GT 250                           | résultats                              |
| 1979                                   | Peter Gregg Hurley Haywood                  | Peter Gregg Racing (en)                | Porsche 935/79                         | 250 milles (402,336 km)                | Camel GT 250                           | résultats                              |
| 1980                                   | Pes de course                               | Pes de course                          | Pes de course                          | Pes de course                          | Pes de course                          | Pes de course                          |
| 1981                                   | Brian Redman                                | Kent-Cooke/Wood Racing                 | Lola T600 (en)-Chevrolet               | 200 km                                 | Red Roof Inns GT 200                   | résultats                              |
| 1982 (May)                             | John Fitzpatrick                            | John Fitzpatrick Racing                | Porsche 935 K4                         | 100 km                                 | Red Roof Inns Camel GT Sprints         | résultats                              |
| 1982 (Sept)                            | John Fitzpatrick David Hobbs                | John Fitzpatrick Racing                | Porsche 935 K4                         | 6 heures                               | Lumbermens 6 Hours Camel GT            | résultats                              |
| 1983                                   | Jim Trueman (en) Doc Bundy (en) Bobby Rahal | Holbert Racing                         | March 83G-Chevrolet                    | 6 heures                               | Lumbermens 6 Hours                     | résultats                              |
| 1984                                   | Al Holbert Derek Bell                       | Holbert Racing                         | Porsche 962                            | 500 km                                 | Lumbermens 500k                        | résultats                              |
| 1985                                   | Al Holbert Derek Bell                       | Holbert Racing                         | Porsche 962                            | 500 km                                 | Lumbermens 500k                        | résultats                              |
| 1986                                   | Al Holbert Derek Bell                       | Holbert Racing                         | Porsche 962                            | 500 km                                 | IMSA Camel Grand Prix                  | résultats                              |
| 1987                                   | Jochen Mass Bobby Rahal                     | Bayside Disposal Racing                | Porsche 962                            | 500 km                                 | Champion (en) Grand Prix               | résultats                              |
| 1988                                   | Geoff Brabham Tom Gloy (en)                 | Electramotive Engineering              | Nissan GTP ZX-T (en)                   | 500 km                                 | Nissan Grand Prix of Ohio              | résultats                              |
| 1989                                   | Geoff Brabham Chip Robinson                 | Electramotive Engineering              | Nissan GTP ZX-T (en)                   | 500 km                                 | Nissan Grand Prix of Ohio              | résultats                              |
| 1990                                   | Geoff Brabham Derek Daly                    | Nissan Performance                     | Nissan NPT-90 (en)                     | 500 km                                 | Nissan Grand Prix of Ohio              | résultats                              |
| 1991                                   | Davy Jones                                  | Bud Light/Jaguar Racing                | Jaguar XJR-16                          | 300 km                                 | Nissan Grand Prix of Ohio              | résultats                              |
| 1992                                   | Davy Jones                                  | Bud Light/Jaguar Racing                | Jaguar XJR-14                          | 2 heures                               | Nissan Grand Prix of Ohio              | résultats                              |
| 1993                                   | Juan Manuel Fangio II                       | All American Racers                    | Eagle Mk III (en)-Toyota               | 2 heures                               | Nissan Grand Prix of Ohio              | résultats                              |
| 1994 — 2000                            | Not held                                    | Not held                               | Not held                               | Not held                               | Not held                               | Not held                               |
| American Le Mans Series                |                                             |                                        |                                        |                                        |                                        |                                        |
| 2001                                   | David Brabham Jan Magnussen                 | Panoz Motor Sports                     | Panoz LMP-1 Roadster-S                 | 2 h 45 min                             | Grand Prix of Mid-Ohio                 | résultats                              |
| 2002                                   | Frank Biela Emanuele Pirro                  | Audi Sport North America               | Audi R8                                | 2 h 45 min                             | American Le Mans at Mid-Ohio           | résultats                              |
| 2003                                   | Pas de courses                              | Pas de courses                         | Pas de courses                         | Pas de courses                         | Pas de courses                         | Pas de courses                         |
| 2004                                   | Marco Werner JJ Lehto                       | ADT Champion Racing                    | Audi R8                                | 2 h 45 min                             | American Le Mans at Mid-Ohio           | résultats                              |
| 2005                                   | Butch Leitzinger James Weaver               | Dyson Racing                           | Lola EX257-AER                         | 2 h 45 min                             | American Le Mans at Mid-Ohio           | résultats                              |
| 2006                                   | Timo Bernhard Romain Dumas                  | Penske Racing                          | Porsche RS Spyder                      | 2 h 45 min                             | American Le Mans at Mid-Ohio           | résultats                              |
| 2007                                   | Timo Bernhard Romain Dumas                  | Penske Racing                          | Porsche RS Spyder Evo                  | 2 h 45 min                             | Acura Sports Car Challenge of Mid-Ohio | résultats                              |
| 2008                                   | Marco Werner Lucas Luhr                     | Audi Sport North America               | Audi R10 TDI                           | 2 h 45 min                             | Acura Sports Car Challenge of Mid-Ohio | résultats                              |
| 2009                                   | Gil de Ferran Simon Pagenaud                | De Ferran Motorsports (en)             | Acura ARX-02a                          | 2 h 45 min                             | Acura Sports Car Challenge of Mid-Ohio | résultats                              |
| 2010                                   | Chris Dyson Guy Smith                       | Dyson Racing Team                      | Lola B09/86                            | 2 h 45 min                             | Mid-Ohio Sports Car Challenge          | résultats                              |
| 2011                                   | Lucas Luhr Klaus Graf                       | Muscle Milk Aston Martin Racing        | Lola-Aston Martin B08/62               | 2 h 45 min                             | Mid-Ohio Sports Car Challenge          | résultats                              |
| 2012                                   | Klaus Graf Lucas Luhr                       | Muscle Milk Pickett Racing             | HPD ARX-03a                            | 2 h 45 min                             | Mid-Ohio Sports Car Challenge          | résultats                              |
| 2013                                   | Pas de courses                              | Pas de courses                         | Pas de courses                         | Pas de courses                         | Pas de courses                         | Pas de courses                         |
| IMSA United SportsCar Championship     |                                             |                                        |                                        |                                        |                                        |                                        |
| 2014 — 2017                            | Pas de courses                              | Pas de courses                         | Pas de courses                         | Pas de courses                         | Pas de courses                         | Pas de courses                         |
| 2018                                   | Hélio Castroneves Ricky Taylor              | Acura Team Penske                      | Acura ARX-05                           | 2 h 40 min                             | Acura Sports Car Challenge at Mid-Ohio | résultats                              |
| 2019                                   | Dane Cameron Juan Pablo Montoya             | Acura Team Penske                      | Acura ARX-05                           | 2 h 40 min                             | Acura Sports Car Challenge at Mid-Ohio | résultats                              |
| 2020                                   | Hélio Castroneves Ricky Taylor              | Acura Team Penske                      | Acura ARX-05                           | 2 h 40 min                             | Acura Sports Car Challenge at Mid-Ohio | résultats                              |
| 2021                                   | Filipe Albuquerque Ricky Taylor             | Konica Minolta Acura ARX-05            | Acura ARX-05                           | 2 h 40 min                             | Acura Sports Car Challenge at Mid-Ohio | résultats                              |
| 2022                                   | Filipe Albuquerque Ricky Taylor             | Konica Minolta Acura ARX-05            | Acura ARX-05                           | 2 h 40 min                             | Lexus Grand Prix at Mid-Ohio           | résultats                              |